# Drottningbron

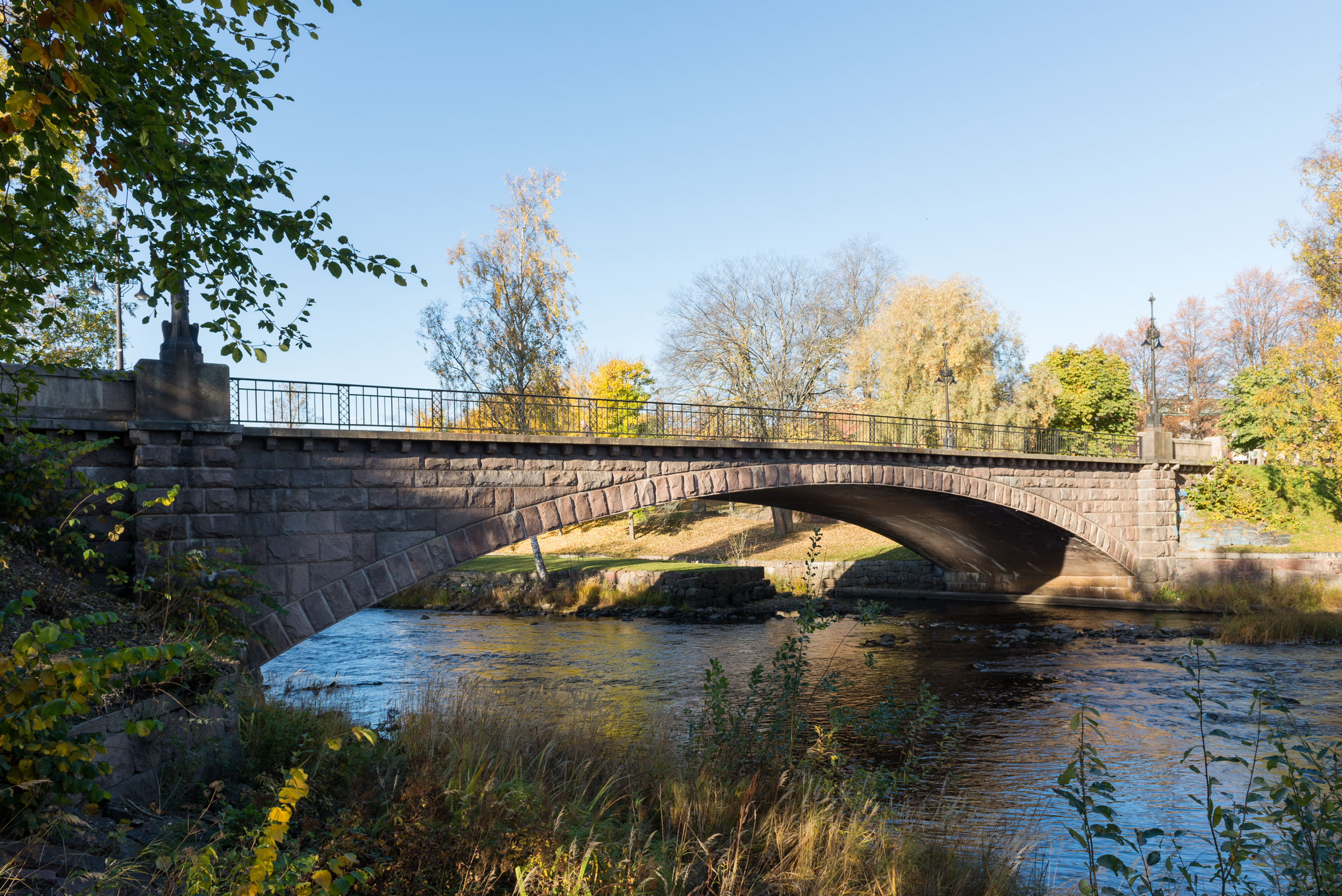
Drottningbron i oktober 2013.

Drottningbron är en bro över Gavleån, belägen i centrala Gävle vid Kvarnparken. Den förbinder norra innerstaden med Villastaden och Kungsbäck och är sedan 1977 en ren gång- och cykelbro.

## Historia

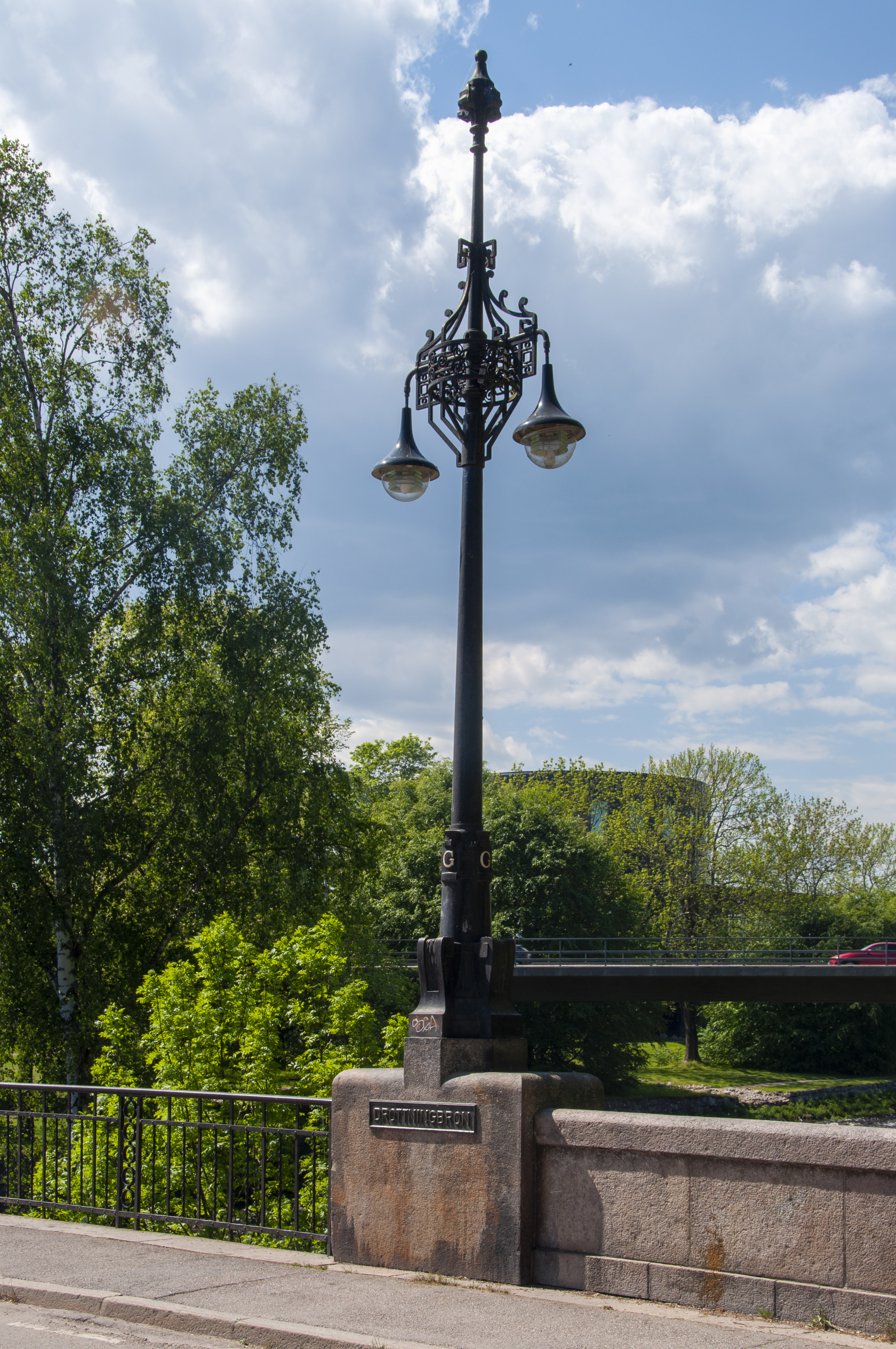
Belysningsarmatur på bron

Efter att Hälsinge regemente år 1909 flyttat till Kungsbäck i Gävles västra utkant behövdes en ny, kapacitetsstark, förbindelse över Gavleån eftersom Gammelbron var helt otillräcklig. Den nya bron, Drottningbron, byggdes i Drottninggatans förlängning och invigdes 1911.
Bron var fram till 1977 den viktigaste förbindelsen mellan stadens norra och sydvästra stadsdelar och band samman de viktiga trafiklederna Västra vägen och Parkvägen. 1977 stod den intilliggande, fyrfiliga, Kvarnbron färdig och Drottningbron blev en gång- och cykelbro.

## Utförande
Drottningbron är en bågbro i betong och hade när den invigdes landets längsta brospann i betong, över 30 meter. Eftersom betong vid denna tid var ett relativt oprövat material för stora byggen så kläddes bron i natursten med stickvalv och tandstenslist vilket gör att bron ser ut att vara en murad valvbro. 1912 installerades gasbelysning, sedermera ersatt med elektrisk belysning.